# Culicoides pretoriensis
Culicoides pretoriensis är en tvåvingeart som beskrevs av Kremer och Nevill 1972. Culicoides pretoriensis ingår i släktet Culicoides och familjen svidknott. Inga underarter finns listade i Catalogue of Life.